# Tjeckien i olympiska vinterspelen 2018
Tjeckien deltog i de olympiska vinterspelen 2018 i Pyeongchang, Sydkorea, med en trupp på 94 idrottare (66 män och 28 kvinnor) fördelade på 13 sporter.
Vid invigningsceremonin bars Tjeckiens flagga av snowboardåkaren Eva Samková.

## Medaljörer
| Medalj | Namn              | Sport                         | Gren                         | Datum            |
| ------ | ----------------- | ----------------------------- | ---------------------------- | ---------------- |
| Guld   | Ester Ledecká     | Alpin skidåkning              | Damernas super-G             | 17 februari 2018 |
| Guld   | Ester Ledecká     | Snowboard                     | Damernas parallellstorslalom | 24 februari 2018 |
| Silver | Martina Sáblíková | Hastighetsåkning på skridskor | Damernas 5 000 meter         | 16 februari 2018 |
| Silver | Michal Krčmář     | Skidskytte                    | Herrarnas sprint             | 11 februari 2018 |
| Brons  | Karolína Erbanová | Hastighetsåkning på skridskor | Damernas 500 meter           | 18 februari 2018 |
| Brons  | Veronika Vítková  | Skidskytte                    | Damernas sprint              | 10 februari 2018 |
| Brons  | Eva Samková       | Snowboard                     | Damernas boardercross        | 16 februari 2018 |